# Франсіс Жиро
Франсіс Івон Жиро (фр. Francis Yvon Girod, 9 жовтня 1944, Сенблансей, Франція — 19 листопада 2006, Бордо, Жиронда, Франція) — французький кінорежисер, сценарист і продюсер.

## Біографія
Жиро починав свою кінематографічну кар'єру з поденщиною: був асистентом режисера у Жана-П'єра Моки, Роже Вадима, Франсуа Рейшенбаха. Пробував свої сили на ниві журналістики, звідки потрапив на телебачення, де став спочатку режисером, а після продюсером (зокрема у Жака Руффо). Захопився Гран-Гиньоля, що знайшло своє відображення в повнометражному дебюті «Пекельне тріо» (1974), який став учасником позаконкурсної програми 27-го Каннського кінофестивалю. Знімаючи ігрове кіно, паралельно працював на телебаченні, де створив успішний серіал «Рене-тростинка». Набравшись досвіду візуального рішення, він довго не міг знайти відповідний літературний матеріал. Зустріч з письменником Жоржем Коншоном, який став його співавтором, підняло творчість режисера на новий рівень. Знімався у фільмах інших режисерів («Занзібар» Крістін Паскаль, 1988).
Був членом журі кінофестивалю в Авориазе (1981) і 44-го Берлінського міжнародного кінофестивалю (1994).

## Вибрана фільмографія

### Режисер
- 1974 — Пекельне тріо / Le Trio infernal
- 1977 — Рене-тростинка / René la Canne
- 1978 — Несамовитість / L'État sauvage
- 1980 — Банкір / La Banquière
- 1982 — Старший брат / Le Grand Frère (учасник конкурсної програми 39-го Венеційського кінофестивалю)
- 1984 — Така моя воля / Le Bon Plaisir
- 1986 — Зішестя в пекло / Descente aux enfers
- 1988 — Дитинство мистецтва / L'Enfance de l'art
- 1990 — Ласнер / Lacenaire
- 1991 — Проти забуття / Contre l'oubli (епізод «Pour d'Archana Guha, Inde»)
- 1994 — Апетитний малюк / Délit mineur
- 1995 — Люм'єр і компанія / Lumière et Compagnie
- 1996 — Час діяти / Passage à l'acte
- 1998 — Термінал / Terminale
- 2001 — Погані манери / Mauvais Genres
- 2006 — Ідеальний друг / Un ami parfait
- 2006 — Російський дядечко / L'Oncle de Russie

### Сценарист
- 1969 — Слоган / Slogan
- 1969 — Сирокко / Sirokkó
- 1974 — Пекельне тріо / Le trio infernal
- 1977 — Рене-тростинка / René la canne
- 1978 — Несамовитість / L'état sauvage
- 1980 — Банкір / La Banquière
- 1982 — Старший брат / Le grand frère (учасник конкурсної програми 39-го Венеційського кінофестивалю)
- 1984 — Така моя воля / Le bon plaisir
- 1986 — Зішестя в пекло / Descente aux enfers
- 1988 — Дитинство мистецтва / L'enfance de l'art
- 1990 — Ласнер / Lacenaire
- 1994 — Апетитний малюк / Délit mineur
- 1996 — Час діяти / Passage à l'acte
- 1998 — Термінал / Terminale
- 2001 — Погані манери / Mauvais genres
- 2006 — Ідеальний друг / Un ami parfait
- 2006 — Російський дядечко / L'Oncle de Russie

### Продюсер
- 1967 — Горизонт / L'horizon
- 1969 — Слоган / Slogan (виконавчий продюсер)
- 1975 — Сім смертей за рецептом / 7 morts sur ordonnance (асоційований продюсер)
- 1978 — Несамовитість / L'état sauvage

## Нагороди
- 1984 — номінація на кращий адаптований сценарій «Сезар» (з Франсуазою Жиру за фільм «Така моя воля»)
- 1988 — номінація Золота пальмова гілка 41-го Каннського кінофестивалю (за фільм «Дитяче мистецтво»)